# PRETZELLE
PRETZELLE（プレッツェル）は、タイの女性音楽ユニット。2012年に結成し、2018年5月時点ではメンバー4人、イン・マータヴィ・ラタナビジット、アイス・イラワディ・サッジャパニチグン、ウムイム・アンヤリン・チャイアナンソポン、グレイス・アピサラ・チョンプーシー (10人の2012年の2018年) 、で構成される。

## 来歴

### デビュー：2020年
ユニット名「PRETZELLE」は、ドイツのパンで無限大（∞）の記号に形が似ている「プレッツェル」から由来し、無限大の嬉しさと楽しさを意味する。2020年1月30日開催のIdol Expo #3でステージデビューを果たし 、同年5月28日にミニアルバム「PRETZELLE DAY」と「ワイマイ（大丈夫？/ Never Give Up）」のMVを発表し、公式デビューを果たした。
デビュー当時のメンバーはイン・マータヴィ・ラタナビジット、アイス・イラワディ・サッジャパニチグン、ナナ・パタラワリン・チュー、バミーガンティチャ・ヴィブンサマイの4人で構成された。ミニアルバム「PRETZELLE DAY」には「ワイマイ（Never Give Up）」、テレビドラマ『レー・ゲーム・ラク』のテーマソング「ムア・ローク・ニー・ミー・トー-I'M Glad」、KBS局で放送された韓国のテレビアニメ『Teteru』のテーマソング「Ping Pong Pang Let's Go」の3曲が収録されている。 

### メンバー変更1回目：2020年
2020年7月4日、ナナが一身上の都合でPRETZELLEでの活動を中止と発表。 

### Lodi Next Idolのコンテストに出場
2020年11月にLodi X Next Idolコンテストに出場し、Cm CaféレーベルのCheesy Pieを勝利し、10チームへ勝ち抜いた。このコンテストでアイスが「Rising Star」を受賞。3 STANDラウンドでは、「コー・チャイ・トー・レク・バー・トー」を披露し232点でラウンドの最高得点をマークした。

### メンバー変更2回目：2021年
2021年1月12日、PRETZELLE公式からバミーの脱退を発表。脱退理由は、バミーがメンバーとしての役目や責任を疎かにする行動を繰り返したため、止むを得ずメンバーとしての活動を中止させたと発表された。翌日の1月13日に、PRETZELLE公式から新メンバー、ウムイム・アンヤリン・チャイアナンソポンとグレイス・アピサラ・チョンプシーが発表された。

### ファンクラブ名称の発表
2021年2月23日、PRETZELLE公式によるオンラインライブにて、公式ファンクラブの名称「ツイスト（Twist）」を発表。パンのプレッツェルの作る際に生地をツイストさせて成形する動作から由来するネーミングである。

### T-POP STAGEに登場
2021年3月1日、T-POP STAGE  のステージに登場し、「トン・チョブ・ケー・ナイ（First Love）」を披露。イベント参加者の投票数と、曲とMVのYouTube配信視聴回数の集計で、（トン・チョブ・ケー・ナイ(First Love )がこのT-POP STAGE のチャートの19位でニューエントリーを果たした。

## メンバー
現在はメンバー4人で構成される。
| 氏名                           | ニックネーム | 生年月日       | 年齢 |
| ------------------------------ | ------------ | -------------- | ---- |
| マータヴィ・ラタナビジット     | イン         | 1999年11月27日 | 25   |
| イラワディ・サッジャパニチグン | アイス       | 1999年11月21日 | 25   |
| アンヤリン・チャイアナンソポン | ウムイム     | 1998年5月6日   | 26   |
| アピサラ・チョンプシー         | グレイス     | 2000年12月14日 | 24   |

## ディスコグラフィ

### ミニアルバム「PRETZELLE DAY」-2020年5月28日
収録曲
- ワイマイ（大丈夫？)-Never Give Up
- ムア・ローク・ニー・ミー・トー（この世界に君が)-I'M Glad（タイのテレビドラマ「レー・ゲーム・ラク」のテーマソング）[20]
- Ping Pong Pang Let's Go（韓国のテレビアニメTeteruのテーマソング）[21]
- ワイマイ（大丈夫？)-Never Give Up (Instrument）

### スペシャルシングル「トン・チョブ・ケー・ナイ（どれだけ好きになれば）（First Love））」-2021年2月8日
「トン・チョブ・ケー・ナイ（どれだけ好きになれば）（First Love）」は、ポップソウルにジャズをミックスさせたスペシャルシングル。ベンズ・カンカナットがプロデューサーを務め、25hoursが歌詞を手掛けた。2021年2月8日にリリースした。この曲のMVを公開した初日にツイッタートレンド5位にランクイン。公開日の2月8日の19時からMVの視聴回数は順調にのびていき、2021年5月12日時点の視聴回数は500万回を超えている。